# كارلوس بالاسيوس (لاعب كرة قدم)
كارلوس بالاسيوس (بالإسبانية: Carlos Palacios)‏ هو لاعب كرة قدم تشيلي، ولد في 20 يوليو 2000 في رينكا في تشيلي. لعب مع يونيون إسبانيولا.